# كأس البرتغال 2016–17
كأس البرتغال 2016–17 (بالبرتغالية: Taça de Portugal de 2016–17‏) هو الموسم 77 من كأس البرتغال. أقيم خلال الفترة 4 سبتمبر 2016 وحتى 28 مايو 2017، وأشرف على تنظيمه اتحاد البرتغال لكرة القدم، وكان عدد الأندية المشاركة فيه 155، وفاز فيه .